# Mario Capecchi
Mario Renato Capecchi (ur. 6 października 1937 w Weronie) – amerykański genetyk pochodzenia włoskiego, który w 2007 roku wspólnie z Martinem Evansem i Oliverem Smithiesem uhonorowany został Nagrodą Nobla w dziedzinie fizjologii i medycyny. Od 1973 roku pracuje na Wydziale Lekarskim Uniwersytetu Utah, gdzie ma stanowisko profesora genetyki człowieka i biologii.
W 2001 roku ta sama trójka uczonych otrzymała za swoje badania Nagrodę Laskera w dziedzinie podstawowych badań medycznych.
Komitet Noblowski, przyznając Nagrodę Nobla Mario Capecchiemu, uzasadnił, że przyznano ją za „odkrycie zasad użycia zarodkowych komórek macierzystych do modyfikacji genetycznych myszy”.
Urodził się we Włoszech, ale po II wojnie światowej z matką (z pochodzenia Amerykanką) przeprowadził się do USA. Tam skończył studia z zakresu chemii i fizyki, a następnie w 1967 roku uzyskał tytuł doktorski z biofizyki na Uniwersytecie Harvarda. Jeszcze jako doktorant pracował w zespole Jamesa Watsona nad zagadnieniami translacji białek.
Mario Capecchi jest także laureatem Nagrody Kioto w dziedzinie nauk podstawowych za rok 1996 oraz Nagrody Wolfa w dziedzinie medycyny (wraz z Ralphem Brinsterem i Oliverem Smithiesem) za lata 2002/2003.